# 844

## Nașteri
- dată necunoscută: Boso de Provence  (d. 887)

## Decese
- 25 ianuarie: Papa Grigore al IV-lea  (n. 795)
- 11 ianuarie: Mihail I Rangabe  (n. 770)